# Carelia
«Carelia» («Каре́лия») — российский ежемесячный литературный журнал на финском языке, с отдельными материалами на карельском и вепсском языках, издающийся в Петрозаводске издательством «Периодика».

## История
Основан в 1928 году в Петрозаводске как ежемесячный журнал «Punakantele» (с фин. — «Красное кантеле»). Первый его номер был выпущен как приложение к газете Punainen Karjala («Красная Карелия»).
В 1930 году, после слияния с журналом «Soihtu» («Факел»), переименован в «Rintama» («Фронт») (по другим данным в 1932 году) и до 1934 года издавался в Ленинграде. В это время журнал выходит 2 раза в месяц, его объём увеличивается до 2,5-3 печатных листов.
В 1937—1940 годах вместо «Rihtama» выходил ежемесячный журнал «Карелия» на карельском языке с использованием русской графики.
В 1940 году, в связи с образованием Карело-Финской ССР, финноязычная журнальная традиция была восстановлена, журнал стал выходить на финском языке под новым названием — Punalippu (с фин. — «Красное знамя»). На период Великой Отечественной войны издание журнала было прервано.
В 1978 году, в связи с 50-летием со дня основания, журнал был удостоен ордена Дружбы народов.
В 1989 году был опубликован первый «вепсский» номер журнала, вызвавший значительный резонанс.
С 1990 года переименован в «Carelia» («Карелия»). Учредителями журнала являются Правительство Республики Карелия, Ингерманландский союз финнов Карелии, Союз карельского народа, Общество вепсской культуры.
В 2013 году было отмечено значительное падение тиража журнала.

## Главные редакторы
- Леа Хело — первый редактор журнала «Punakantele»[3];
- Урхо Руханен — первый редактор журнала «Rintama»[3];
- П. Соколов — редактор журнала «Карелия» с кириллической графикой[3];
- Антти Тимонен;
- Яакко Ругоев;
- Ульяс Викстрем с 1955 по 1970 год;
- Николай Гиппиев (Лайне) с 1970 по 1981 год;
- Калле Ранта с 1981 по 1988 год;
- Галина Пронина с 1988 по 1991 год;
- Пааво Вуотилайнен с 1991 по 1993 год[8];
- Роберт Коломайнен с 1993 по 2014 год;
- Армас Машин — с апреля 2014 года[1].